# Kobe Bryant
Pour les articles homonymes, voir Bryant.
Kobe Bryant (/ˈkoʊbiː ˈbɹaɪənt/), né le 23 août 1978 à Philadelphie en Pennsylvanie et mort le 26 janvier 2020 à Calabasas en Californie, est un joueur américain de basket-ball. Il évolue dans la franchise NBA des Lakers de Los Angeles pendant vingt saisons, entre 1996 et 2016. Quintuple champion NBA, il est l'un des huit joueurs à avoir inscrit plus de 30 000 points en carrière. Il est également double champion olympique avec l'équipe des États-Unis, en 2008 et en 2012.
Sélectionné en 13e position lors de la draft 1996 de la NBA par les Hornets de Charlotte, alors qu'il est lycéen, il est immédiatement transféré aux Lakers de Los Angeles. Après plusieurs saisons d'apprentissage dans la NBA, il forme avec Shaquille O'Neal l'un des duos les plus dominants de l'histoire de la ligue américaine, réalisant un triplé historique, avec trois titres NBA consécutifs en 2000, 2001 et 2002.
En 2003, il est accusé d'agression sexuelle et de viol sur une jeune femme de dix-neuf ans. Bryant présente ses excuses publiquement en 2004.
Après un échec lors des finales 2004, il devient le leader de son équipe et réalise des performances individuelles de qualité, bien qu'on lui reproche alors son manque d'altruisme. Le 22 janvier 2006, il inscrit 81 points contre les Raptors de Toronto, le deuxième meilleur total de points sur un seul match de l'histoire de la NBA.
Il change son numéro 8 pour le numéro 24 avant la saison 2006-2007 qu'il termine en tant que meilleur marqueur de points. En 2008, il est désigné meilleur joueur de la saison régulière (MVP), et hisse les Lakers de Los Angeles jusqu'aux finales NBA, perdues face aux Celtics de Boston. Il remporte deux nouveaux titres en 2009 et 2010. Après plusieurs tentatives manquées et trois dernières saisons entachées de blessures, Kobe Bryant met un terme à sa carrière le 13 avril 2016, après un dernier match durant lequel il inscrit soixante points contre le Jazz de l'Utah. Après vingt saisons dans la même franchise, il compile 1 346 matches en NBA et a marqué un total de 33 643 points. Il est désigné joueur de la décennie 2000 par la NBA. Aux côtés de LeBron James, Bryant est également un acteur majeur des victoires de l'équipe des États-Unis aux Jeux olympiques 2008 et 2012. Le 18 décembre 2017, ses deux maillots (les numéros 8 et 24) sont retirés par les Lakers de Los Angeles et sont exposés en haut du Staples Center en compagnie des autres légendes de la franchise. Kobe Bryant est à ce jour le seul joueur de l'histoire de la NBA à avoir deux numéros exposés au plafond d'une même franchise.
Le 26 janvier 2020, Kobe Bryant, sa fille Gianna ainsi que le pilote et six autres passagers meurent dans un accident d'hélicoptère près de Calabasas en Californie.

## Biographie

### Jeunesse

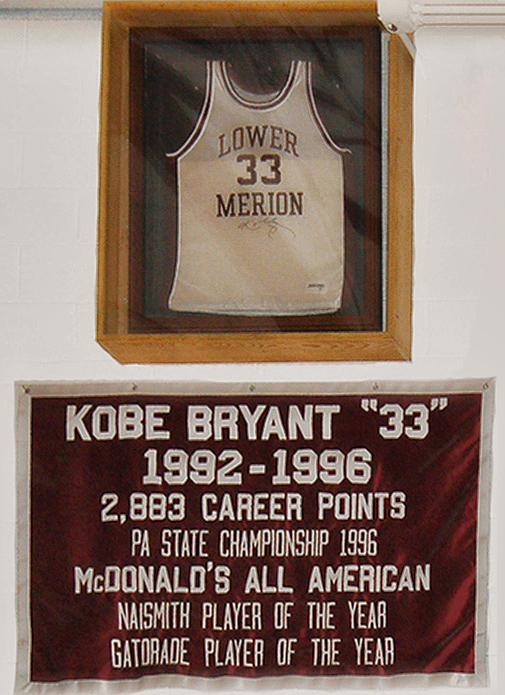
Le numéro 33 du maillot de Kobe Bryant retiré par le Lower Merion High School.

Originaire de Philadelphie, aux États-Unis, Kobe Bean Bryant (/ˈkoʊbiː ˈbiːn ˈbɹaɪənt/) est élevé dans la religion catholique. Fils du joueur de basket-ball Joe « Jelly Bean » Bryant et de Pamela Cox Bryant, il passe une partie de son enfance en Italie, où son père évolue dans le championnat d'Italie de basket-ball. Il suit son père lors d'un court passage de celui-ci en France durant la saison 1991-1992 au FC Mulhouse Basket. Il rejoint néanmoins les États-Unis durant son adolescence et poursuit ses études dans un lycée de Philadelphie, le Lower Merion High School (en), où en marge de ses études il domine complètement le championnat de basket-ball : dans sa dernière année, il porte son équipe à un bilan de 31 victoires pour trois défaites et est nommé meilleur joueur de lycée de l'année (Naismith High School Player of the Year).
Avec 2 883 points inscrits sous le maillot de la Lower Merion High School, Kobe Bryant est le meilleur marqueur de l'histoire de la vallée du Delaware, devant Wilt Chamberlain et Lionel Simmons. USA Today et Parade Magazine le désignent comme le meilleur lycéen de l’année en 1996, avec une moyenne de 30,8 points, douze rebonds, 6,5 passes, quatre interceptions et 3,9 contres par match.

### Carrière professionnelle

#### Débuts en NBA (1997-1999)
Il se présente à la draft 1996 de la NBA. Il est sélectionné par les Hornets de Charlotte en 13e position de la draft, mais Bryant est suivi depuis longtemps par Jerry West, le General Manager des Lakers de Los Angeles qui s'est entendu avec les Hornets pour le transfert du jeune Kobe en échange du pivot yougoslave Vlade Divac. En effet, Bryant n'a que dix-sept ans et il est peu commun en 1996 pour un joueur de passer directement du lycée à la NBA. Charlotte qui mise sur le court terme préfère donc récupérer un intérieur référencé et cède son tour de draft aux Lakers en l'échange de Divac. Jerry West confie alors au propriétaire de la franchise, Jerry Buss, que son équipe vient de récupérer « le vrai numéro 1 de cette draft ».
Bryant devient le plus jeune joueur de l'histoire de la ligue lors de son premier match. Sa première saison, bien que timide (7,6 points de moyenne, six matchs démarrés sur 71), laisse entrevoir toutes les capacités du joueur, même s'il doit apprendre les rudiments du jeu collectif, n'étant pas passé par l'Université. Le duo potentiel qu'il forme avec Shaquille O'Neal pour les saisons à venir semble promis aux titres. Il gagne le Slam Dunk Contest du NBA All-Star Game 1997 lors de sa saison rookie (1996-1997).
Lors des séries éliminatoires NBA 1997, dans les dernières secondes d'un match crucial face au Jazz de l'Utah, il veut faire la différence et montrer qu'il peut sauver son équipe. Mais le résultat se solde par trois air-balls. Shaquille O'Neal prend alors la défense de Bryant, âgé de dix-huit ans, en déclarant que « seul Kobe avait assez de courage pour oser prendre ces tirs ».
Lors de sa deuxième saison (1997-1998), il devient rapidement l'une des nouvelles sensations de la ligue, de par son jeu spectaculaire et ses progrès effectués (15,4 points de moyenne par match). Bryant fait déplacer les foules, tous veulent voir le « Kid », le « next Michael Jordan » qui de par son jeu si attrayant ramène à Los Angeles une passion et une ferveur perdue depuis fin 1991. En effet, Shaquille O'Neal est à ce moment-là la star confirmée des Lakers, mais il est déjà connu du grand public depuis ses années au Magic d'Orlando. Kobe Bryant attise lui la curiosité et constitue la véritable attraction de cette équipe. On assiste ainsi à un regain de ferveur impressionnant autour de la franchise.
En février 1998, Kobe Bryant devient le plus jeune titulaire d'un NBA All-Star Game. Mais après le match des étoiles, il connait une deuxième partie de saison difficile et sa contribution offensive diminue. Cette irrégularité lui coûte le titre de meilleur sixième homme et de joueur ayant le plus progressé, distinctions pour lesquelles il fut longtemps pressenti. Los Angeles est éliminé des playoffs 4-0 par Utah.
La saison raccourcie de 1999 montre un Kobe Bryant en progression constante dans son jeu, ce qui n'empêche pas Los Angeles de se faire une nouvelle fois balayer 4-0, cette fois-ci par le futur champion, les Spurs de San Antonio.

#### Lethree-peat(2000-2002)

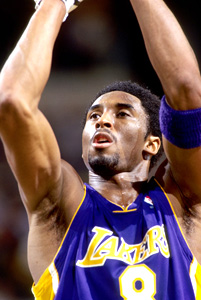
Kobe Bryant sous le maillot des Lakers de Los Angeles, en 2000.

Kobe Bryant devient un joueur essentiel des Lakers lors de sa quatrième saison en NBA (1999-2000).
À la suite de l'arrivée de Phil Jackson, l'entraîneur aux six titres de champion avec les Bulls de Michael Jordan, les Lakers remportent le titre de champion en 2000, face aux Pacers de l'Indiana.
Les Lakers atteignent en effet les finales NBA après une finale de conférence épique face aux Trail Blazers de Portland remportée par Los Angeles en sept rencontres. Au cours de la dernière rencontre, Kobe Bryant impressionne par son sang froid à un si jeune âge. Menés de quinze points à dix minutes de la fin, les Lakers reviennent et s'imposent 89-84.
Face à Indiana, Bryant va se blesser après quelques minutes de jeu dans le premier quart-temps du match 2. Il souffre d'une entorse à la cheville qui le contraint à rater le match 3. Privés de Bryant, les Lakers souffrent et s'inclinent à Indiana qui croit à nouveau en ses chances de titre. Mais Kobe Bryant, malgré sa blessure, revient pour le match 4. Il marque 28 points dont huit en prolongations, alors qu'O'Neal est sorti pour six fautes à la fin du 4e quart temps. Kobe Bryant inscrit trois des quatre derniers paniers des Lakers dans un duel avec Reggie Miller, remporté par la jeune star des Lakers. Ce match est le tournant de la finale. Los Angeles remporte le titre quelques jours plus tard au Staples Center.
La saison 2000-2001 est couronnée d'un nouveau titre et Bryant augmente encore son niveau de jeu. Il atteint des moyennes de 29 points, six rebonds et cinq passes décisives sur 67 matchs.
À l'aube des playoffs, le duo avec O'Neal est au sommet de son art sur le terrain et en dehors. Les deux joueurs évoquent une relation fraternelle. Sur les parquets, ils marquent près de soixante points de moyenne par match à eux deux et se trouvent les yeux fermés.
Sous l'impulsion de leur tandem, les Lakers balayent 4-0 les Trail Blazers de Portland, les Kings de Sacramento puis les Spurs de San Antonio. Lors de ces deux dernières séries face à des candidats au titre, Kobe Bryant impressionne. Face à Sacramento d'abord, il réalise une série à 35,0 points, 9,0 rebonds et 4,5 passes décisives par rencontre. Lors du match 4, il marque 48 points et prend seize rebonds. Contre les Spurs de Tim Duncan et David Robinson ensuite, qui ont terminé devant les Lakers au classement final à l'Ouest et qui sont la meilleure défense de la Ligue, Bryant marque 33,3 points, prend sept rebonds et distribue 7,1 passes décisives à 52 % de réussite au tir en moyenne sur les quatre matchs.
L'entraîneur de San Antonio Gregg Popovich déclare après cette série que Kobe Bryant est un Hall of Famer de vingt-deux ans et qu'il donnerait tout pour avoir dans son effectif un joueur avec le cœur et l'esprit de compétition de Bryant. Popovich explique ensuite que son équipe a réalisé du bon travail sur Shaquille O'Neal, mais qu'il n'y avait rien à faire pour contrer Kobe Bryant.
Shaquille O'Neal déclare en interview d'après match qu'il est « agréable de jouer aux côtés du meilleur joueur du monde », avant d'insister : « J'ai dit à Kobe qu'il était mon idole. La façon dont il joue, c'est extraordinaire. Il est le meilleur joueur du monde, de loin ».
Los Angeles ne perd finalement qu'un seul match, le premier des finales NBA contre les 76ers de Philadelphie d'Allen Iverson. Il s'agit du meilleur parcours en playoffs de l'histoire de la NBA (quinze victoires - une défaite). Après ce match 1 raté, Kobe Bryant se reprend et ses statistiques sont de 27 points, neuf rebonds, six passes décisives et un contre de moyenne sur les quatre rencontres suivantes de la finale. Les Lakers remportent un deuxième titre consécutif.
La saison 2001-2002 voit Kobe Bryant remporter le titre de MVP du All-Star Game à Philadelphie, sa ville natale. Los Angeles rencontre plus de difficultés en playoffs que l'année précédente, notamment dans la série contre Sacramento, l'une des plus belles de ces dernières années. Bryant marque trente points, prend dix rebonds et offre sept passes décisives dans la victoire en prolongation à la septième manche. Un troisième titre est remporté quelques jours plus tard face aux Nets du New Jersey.
Kobe Bryant obtient son troisième titre à seulement vingt-trois ans. Son style offensif et spectaculaire fait de lui l'un des joueurs préférés des fans.

#### La fin de la dynastie

##### Critiques et défaite en séries éliminatoires (2002-2003)
O'Neal blessé au début de la saison 2002-2003, Bryant a bien du mal à mener les Lakers vers la victoire, tirant excessivement à défaut d'impliquer ses coéquipiers. Cette situation atteint son paroxysme lors d'une défaite à Boston, match au cours duquel Bryant manque trente de ses 47 tirs. Les critiques des journalistes réapparaissent et les Lakers sont loin de la huitième place qualificative pour les playoffs.
Cependant, avec O'Neal à nouveau dans l'équipe, les Lakers retrouvent peu à peu leur basket et remontent au classement à l'approche du All-Star Game (mi-février).
Kobe Bryant va alors réaliser neuf matchs consécutifs à quarante points ou plus (seuls Wilt Chamberlain et Michael Jordan ont fait aussi bien), remettant presque à lui seul les Lakers sur le chemin du succès (sept victoires, deux défaites pendant la série).
Malgré son début de saison misérable, Los Angeles réussit l'exploit de terminer à la cinquième place, mais la passe de quatre n'a pas lieu. Les Lakers sont barrés par les Spurs, futurs champions, durant les séries éliminatoires 2003.
À l'issue de cette saison, Kobe Bryant est considéré comme l'un des meilleurs joueurs de la ligue, finissant à la troisième place pour le titre de MVP de la saison régulière, et en étant élu dans la All-NBA First Team (meilleur cinq de la saison).

##### Premier échec en finales NBA (2003-2004)
Les Lakers partent favoris pour la saison 2003-2004 après la signature de deux futurs Hall of Famers : Karl Malone et Gary Payton, à la recherche de leur premier titre. Avec O'Neal et Bryant, les quatre superstars se mettent au service du collectif et les Lakers deviennent rapidement la meilleure équipe de la ligue. Mais la blessure de Karl Malone en décembre 2003 vient arrêter la belle série des Angelinos. Malone, ciment du collectif est absent trois mois, et Los Angeles commence à perdre pied. O'Neal et Bryant, qui reprennent leur guerre médiatique, ratent également plusieurs matchs en raison de blessures. Kobe Bryant est également contraint d'effectuer plusieurs allers-retours dans le Colorado, pour répondre de son viol présumé.
Mais le retour de Malone en fin d'année redonne du souffle aux Lakers et à Bryant, qui enchaîne les grosses performances. Lors du dernier match de la saison régulière, Kobe Bryant réalise probablement sa meilleure performance, en arrachant la prolongation puis en donnant la victoire au buzzer sur un tir à trois points. Les Lakers deviennent champions de la division Pacifique et semblent retrouver leur meilleur basket à l'entame des playoffs 2004.
Après un premier tour difficile contre Houston, Los Angeles se retrouve mené 2-0 face aux Spurs de San Antonio. Mais les Lakers réussissent l'exploit de gagner les quatre rencontres suivantes. Dans le 4e match, Bryant réalise l'un de ses meilleurs matchs avec 42 points. Après avoir éliminé Minnesota en finale de conférence, les Lakers atteignent les finales où ils font figure de grandissimes favoris face aux Pistons de Détroit. Kobe Bryant est d'ailleurs pressenti pour le titre de MVP des finales. Et en arrachant la prolongation dans le 2e match sur le tir « le plus important de sa carrière », Bryant semble donner raison aux journalistes et la série est désormais à égalité. Mais la rigueur défensive des Pistons, associée à une certaine suffisance des Lakers, offre le titre à Detroit en seulement cinq manches. Los Angeles devient la première équipe de l'histoire à perdre ses trois matchs à l'extérieur, les critiques pointent du doigt Bryant, qui a fait preuve d'égoïsme et qui a continué de tirer au détriment de ses coéquipiers, malgré un pourcentage faible de 35 %.

##### Rupture avec Shaquille O'Neal (2004-2005)
Après la finale perdue face à Detroit, Kobe Bryant teste le marché en renonçant à son année supplémentaire en option avec les Lakers. Mais ses exigences salariales, que peu d'équipes peuvent satisfaire, le poussent à resigner un contrat de sept ans avec les Lakers, après avoir été un temps pressenti du côté des Clippers de Los Angeles. Mais l'équipe des Lakers change de visage : l'entraîneur Phil Jackson quitte le club et Shaquille O'Neal est échangé à Miami contre trois joueurs. De nombreux journalistes pensent que Bryant est à l'origine de ces deux mouvements, bien que les membres dirigeants des Lakers affirment le contraire. En effet, Bryant s'entend mal avec O'Neal et semble vouloir être le leader sans partage de l'équipe.
Bryant entame ainsi la saison 2004-2005 comme leader incontesté des Lakers mais il peine à hisser son équipe au-dessus des 50 % de victoires. À la suite de ses démêlés avec la justice, il est hué pratiquement à chaque déplacement du club et les journalistes lui reprochent son arrogance et son individualisme.
Shaquille O'Neal et Bryant s'affrontent pour la première fois sur un parquet lorsque les Lakers accueillent le Heat de Miami le jour de Noël. Devant une audience record, Kobe Bryant marque 42 points mais O'Neal et son équipe remportent la rencontre.
En dépit des performances offensives de Bryant, les Lakers chutent après le All-Star Game, perdent 19 de leurs 22 derniers matchs et ratent les playoffs pour la première fois depuis 1994. Bryant termine deuxième meilleur marqueur de la saison, mais son pourcentage d'adresse (43,3 %) est le plus faible depuis 1998. Son manque de camaraderie dans les vestiaires et sa tendance à accaparer le ballon lui vaudront des critiques publiques de certains de ses coéquipiers.

#### Performances individuelles et changement de numéro (2005-2006)

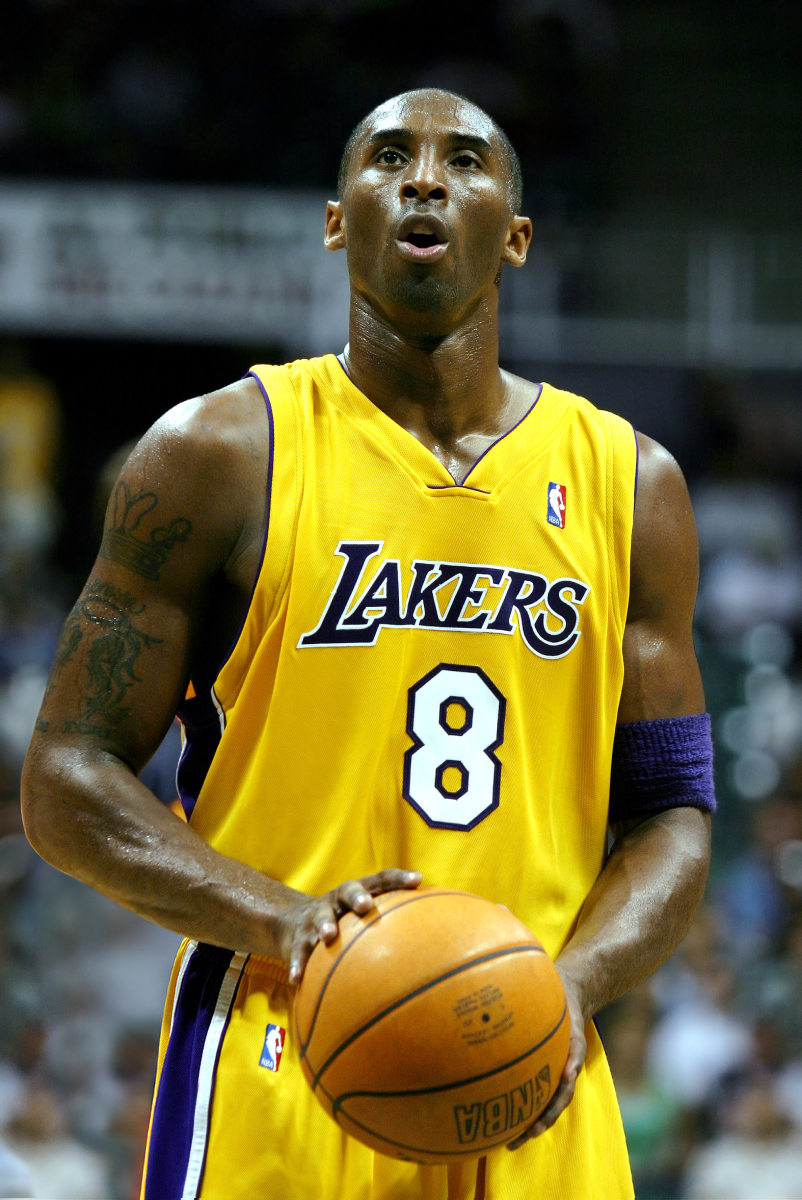
Kobe Bryant portant le numéro 8 avec les Lakers de Los Angeles, en octobre 2005.

Phil Jackson réintègre l'équipe des Lakers, qui signent également le décevant numéro 1 de la draft 2001 Kwame Brown et le discret Smush Parker.
Personne ne croit en Los Angeles avant le début de la saison, mais après un premier mois en demi-teinte, les Lakers créent la surprise en se positionnant à la huitième place qualificative à l'Ouest. Bryant, qui n'a jamais été aussi fort offensivement, prend une tout autre dimension en inscrivant 62 points en trois quart-temps le 20 décembre contre Dallas.
Kobe Bryant bat son record de points en carrière ce 22 janvier 2006 avec 81 points lors de la victoire de son équipe face à Toronto (122-104). C'est la deuxième meilleure performance de l'histoire de la NBA sur un match, derrière les 100 points de Wilt Chamberlain en 1962. En 42 minutes, Bryant met 28/46 tirs, 18/20 aux lancers francs et 7/13 à trois points. Il marque 55 points en seconde mi-temps et bat même à lui seul les Raptors sur cette période (55 à 45),.
Kobe Bryant devient l'attraction de cette deuxième partie de saison, les journalistes et les fans s'attendent à chaque match à une grande performance.
La fin de saison marque la naissance d'une vraie équipe. Si les performances individuelles de Bryant ont valu aux Lakers d'être qualifiés de « one man show », il n'en est rien à l'approche des playoffs. Lamar Odom joue comme un All star, Brown confirme enfin et Parker s'avère l'une des révélations de l'année. Cette équipe va créer la sensation en menant trois victoires à une contre l'un des favoris au titre, Phoenix. Los Angeles devient cependant la huitième équipe de l'histoire à perdre une série de playoffs après avoir eu un avantage de 3-1.
Artisan essentiel de la qualification en play-offs avec un bilan de plus de 35 points par match, Bryant efface le record de franchise d'Elgin Baylor.
Kobe Bryant commence l'année en changeant de numéro, choisissant de délaisser le 8 pour le 24. Les Lakers remportent 26 de leurs 39 premiers matchs et se placent à la 4e place de la Conférence Ouest. Mais les blessures successives de Lamar Odom et de Luke Walton vont freiner l'équipe. Les Lakers perdent pied, enchaînant notamment sept défaites consécutives courant mars. Bryant inscrit au moins cinquante points dans quatre matchs consécutifs, « Mamba » est le seul joueur de l'histoire de la NBA avec Wilt Chamberlain à réussir pareil exploit : 65 contre Portland, 50 contre Minnesota, 60 contre Memphis et 50 contre La Nouvelle-Orléans - pour autant de victoires.
Bryant devient le joueur ayant réussi le plus de matchs à cinquante points sur une saison dans l'histoire des Lakers (dix fois) et finit meilleur marqueur de la ligue pour la 2e saison consécutive avec une moyenne de 31,6 points par match.
Terminant la saison avec 42 victoires pour quarante défaites, les Lakers affrontent les Suns de Phoenix au premier tour des playoffs dans un remake de la saison précédente. Mais cette fois-ci, l'effectif de Phoenix est bien supérieur à celui des Lakers, et malgré un bon match 3 où Bryant marque 45 points, les Suns éliminent les Lakers facilement en cinq manches.
Bryant, particulièrement frustré à l'issue de cette série, annonce qu'il veut être transféré, peu convaincu par la volonté des dirigeants d'améliorer l'équipe. Il se rétracte l'après-midi même, après s'être entretenu avec Phil Jackson, mais le doute plane toujours.

#### La domination de Kobe

##### Meilleur joueur et défaite en finales NBA (2007-2008)

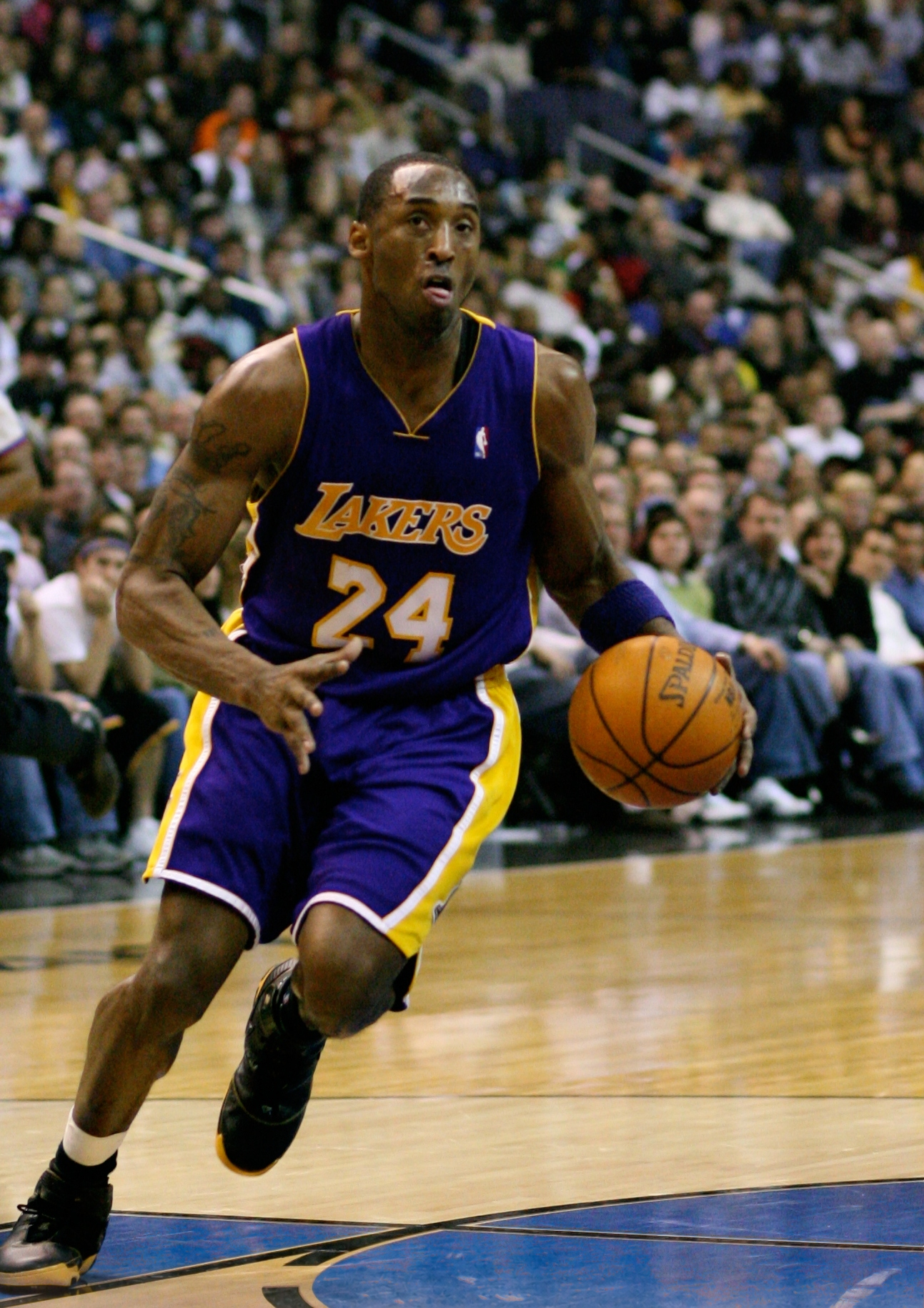
Kobe Bryant lors d'un match contre les Wizards de Washington au Capital One Arena, le 3 février 2007.

Les Lakers réalisent un bon début de saison grâce au jeune pivot Andrew Bynum. Les Lakers sont premiers de la conférence Ouest en janvier lorsque Bynum se blesse gravement au genou, diminuant la force des Lakers à l'intérieur de la raquette. Le 1er février, l'Espagnol Pau Gasol arrive aux Lakers qui se replacent ainsi parmi les favoris. Bryant se déchire un ligament à l'auriculaire mais continue de jouer. Des victoires importantes contre La Nouvelle-Orléans et San Antonio lors de la dernière semaine de compétition permettent aux Lakers de finir à la première place de la conférence Ouest avec un bilan de 57 victoires pour 25 défaites.
Les Lakers affrontent les Nuggets de Denver au premier tour des playoffs. Bryant marque 49 points et offre dix passes décisives lors de la deuxième rencontre. Seuls trois joueurs ont marqué plus de quarante points et donné au moins dix passes décisives en playoffs dans les quinze dernières années (Tracy McGrady, Kevin Jonhson et Charles Barkley). Les Lakers sont, en 2008, la seule équipe à passer le premier tour des playoffs 4-0.
Le 7 mai, Bryant, remporte enfin le titre de NBA Most Valuable Player de la saison régulière 2007-2008. Avec une moyenne de 28,3 points (deuxième marqueur de la saison), 6,3 rebonds et 5,4 passes décisives, il devance aux votes Chris Paul, Kevin Garnett et LeBron James.
Après avoir écrasé Denver 4-0, les Lakers battent Utah 4-2 puis les Spurs de San Antonio 4-1 en finale de conférence. Ils atteignent ainsi les finales pour la première fois depuis 2004. Opposés à leurs rivaux de toujours, les Celtics de Boston les Lakers ne parviennent pas à retrouver leur niveau d'avant les finales. Lors de la quatrième rencontre, ils perdent sur leur parquet après avoir mené de 24 points ; jamais dans l'histoire des playoffs, une équipe n'a perdu en comptant une telle avance. Les Celtics battent les Lakers lors du sixième match en gagnant de 39 points, une des pires défaites de l'histoire des playoffs pour les Lakers, battus 4-2.

##### Quatrième bague de champion (2008-2009)

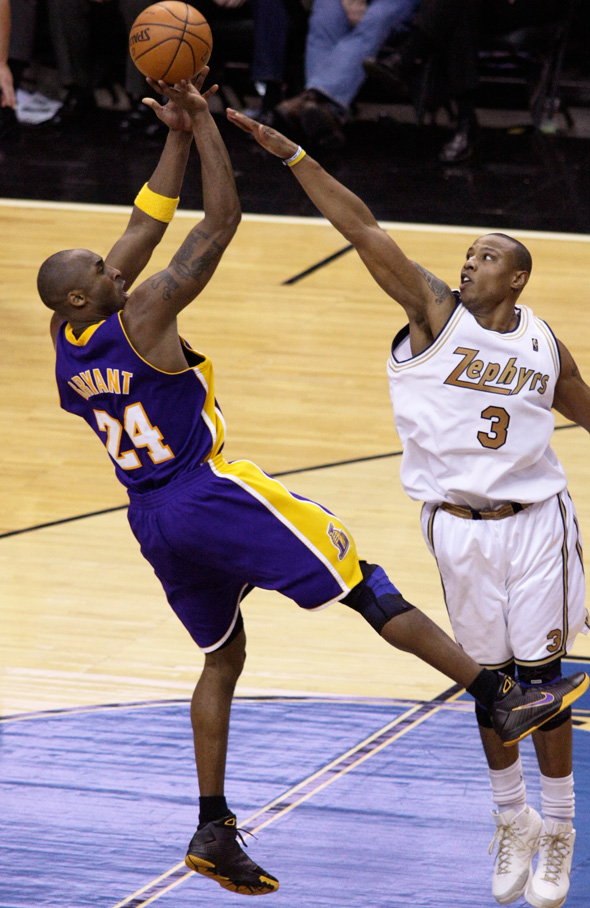
Kobe Bryant effectuant un fadeaway face à Caron Butler des Wizards de Washington, en décembre 2008.

Les Lakers font partie des favoris pour la saison NBA 2008-2009 avec le retour d'Andrew Bynum au sein de l'équipe. De plus, Kobe Bryant souhaite prendre sa revanche à la suite de la défaite lors des finales 2008. Fin janvier 2009, Bynum se blesse de nouveau au genou, dans le match qui opposait les Lakers aux Grizzlies de Memphis. Cependant, Lamar Odom revient à son plus haut niveau et aide les Lakers à rester en course pour la première place de la NBA. Bryant marque 61 points à 19/31 aux tirs et 20/20 aux lancers francs au Madison Square Garden le 2 février 2009. C'est la plus grande performance offensive réalisée dans la salle des Knicks, devant les 55 points de Michael Jordan (jusqu'aux 62 points de Carmelo Anthony le 24 janvier 2014). Les Lakers ont un bilan de 42 victoires et 11 défaites avant la pause du All-Star Week-end, les plaçant juste devant les Cavaliers de LeBron James. Bryant, auteur de 27 points, obtient le titre de co-MVP du All-Star Game 2009 à Phoenix avec son ancien coéquipier Shaquille O'Neal, le 15 février 2009. Avec 2 805 397 votes - soit le meilleur total de ce vote sur internet, il obtient sa 11e participation au « match des étoiles ». Kobe Bryant dépasse Elgin Baylor puis Adrian Dantley au classement des meilleurs marqueurs de l'histoire de la NBA.
La saison régulière se termine avec un total de 65 victoires pour 17 défaites ce qui place Los Angeles à la première place de la conférence ouest. À l'est, les Cavaliers de Cleveland et leur star LeBron James arrivent premier. Le premier tour face au Jazz de l'Utah est une formalité expédiée en cinq matchs (4-1). La deuxième série face aux Rockets de Houston est nettement plus accrochée alors que les Rockets jouent sans leurs deux stars, Tracy McGrady et Yao Ming. Lors du septième match, Bryant ne marque que quatorze points mais les Lakers l'emportent. Face aux Nuggets de Denver, lors du match 6, Bryant inscrit 35 points, donne dix passes décisives et prend six rebonds. En finale, les Lakers affrontent le Magic d'Orlando emmené par Dwight Howard ; le Français Mickaël Piétrus est chargé de défendre sur Bryant. Les Lakers remportent leurs deux premiers matchs à domicile, Bryant marque quarante points dans le premier match, facilement emporté (75-100), et 29 points dans un deuxième match beaucoup plus accroché après prolongation (96-101). Le troisième match à Orlando est perdu 104-108 par les Lakers, Bryant inscrit 17 points dans le premier quart-temps et 31 en tout.
Le quatrième match, à Orlando est gagné 99-91 par les Lakers, notamment grâce à deux tirs à trois points de Derek Fisher permettant aux Lakers d'égaliser pour arracher une prolongation et de battre le Magic. Bryant marque 32 points, prend sept rebonds et distribue huit passes décisives. Lors du cinquième match, il marque trente points, prend six rebonds, distribue cinq passes décisives et effectue quatre contres. Les Lakers remportent le titre, le quatrième pour Bryant qui est élu MVP des finales. Sur les finales, il marque en moyenne 32,8 points, donne 7,4 passes décisives et prend 5,4 rebonds.

##### Doublé et cinquième bague de champion (2009-2010)
Durant l'intersaison 2009, très active pour toute la NBA au niveau des transferts, le défenseur Ron Artest signe aux Lakers en tant qu'agent libre. Il jouait auparavant aux Rockets de Houston. Trevor Ariza fait le trajet inverse. Au coup d'envoi de la saison, les Lakers de Los Angeles sont logiquement favoris à leur propre succession.
Bryant marque quarante points le 17 novembre 2009 et devient le troisième joueur de l'histoire de la NBA à marquer plus de quarante points en un match à cent reprises (derrière Wilt Chamberlain et Michael Jordan). Le 11 décembre, Kobe Bryant se fracture le doigt face aux Timberwolves, c'est le début de cinq mois difficiles en raison des blessures.
Il est le plus jeune joueur à passer la barre des 25 000 points en carrière NBA, à Cleveland, le 21 janvier 2010. Lors de la rencontre contre Memphis, le 1er février, Kobe Bryant marque 44 points et dépasse Jerry West au nombre total de points marqués en carrière et devient le premier joueur de la franchise au nombre total de points et le 14e de l'histoire de la NBA. Au fil de la saison, Bryant passe aussi devant Alex English et Reggie Miller pour terminer la saison à la 12e place du classement des meilleurs marqueurs de l'histoire de la NBA.
Les Lakers sont en tête de la conférence Ouest à la pause du All-Star Game 2010 avec un bilan de 36 victoires pour onze défaites malgré les blessures de Pau Gasol (cuisse, deux matches manqués début janvier) et Ron Artest (traumatisme crânien, cinq matches manqués). Bryant termine premier de la Conférence Ouest au classement des votes du All-Star Game avec 2 456 224 votes. Cependant, handicapé par ses blessures, il décide de ne pas disputer le match des étoiles.
Au terme de la saison 2009-2010, les Lakers occupent la première place de la conférence Ouest avec 57 victoires pour 25 défaites.
Les Lakers battent difficilement le Thunder d'Oklahoma City au premier tour des playoffs quatre victoires à deux. Pendant cette série, Bryant dépasse Jerry West au total de points marqués en playoffs et devient le meilleur marqueur de la franchise en playoffs.
La guérison de la fracture de l'index dont souffrait Kobe Bryant depuis cinq mois est annoncée après la série face au Thunder. La demi-finale de conférence face au Jazz confirme cette guérison, Bryant marque plus de trente points de moyenne et les Lakers gagnent 4-0.

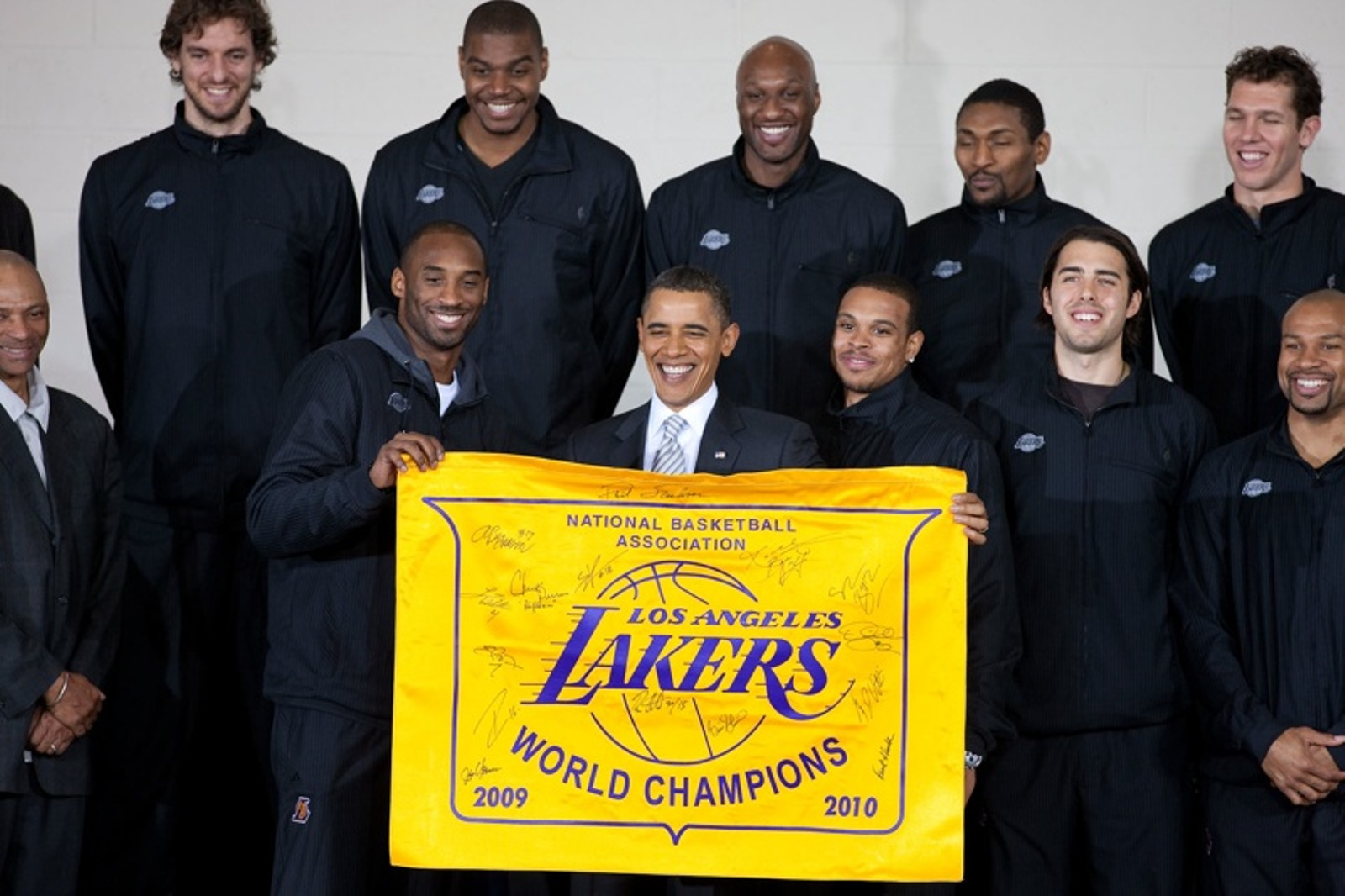
Kobe Bryant et les Lakers de Los Angeles avec le président américain Barack Obama, en décembre 2010.

Les Lakers gagnent les deux premiers matches de la série contre les Suns de Phoenix. Les deux prochains matches sont très disputés, mais Amar'e Stoudemire et le banc de Phoenix leur donne l'avantage. À moins d'une minute de la fin du match 5, les Lakers mènent de trois points, quand Steve Nash tente et rate un tir à trois points. Il récupère son propre rebond et passe la balle à Jason Richardson. Il tente un tir ouvert du trois points mais manque le panier aussi. Les Suns récupèrent encore le rebond et la passe de nouveau à Richardson qui prend son élan et tente un autre tir à trois points, deux mètres derrière la ligne des trois points. La balle rebondit contre le panneau et rentre. Le banc de Phoenix s'enflamme. Il reste moins de dix secondes aux Lakers pour reprendre l'avantage, pour éviter une prolongation. Kobe Bryant récupère la balle et tente un tir un mètre dans la ligne des trois points. Une bonne défense de Phoenix fait que ce tir se finit en air-ball mais Ron Artest sort de nulle part pour attraper le ballon et tente un double-pas difficile. Pendant que la balle rebondit un peu sur l'arceau, la sonnerie de fin de temps réglementaire sonne. La balle s'arrête et roule pour tomber dans le panier. Les Lakers ont gagné la partie 103-101 et mènent 3-2 contre les Suns. Les Lakers gagnent la sixième manche à Phoenix 111 à 103, aidés par les 37 points de Kobe Bryant.
Le 17 juin, au terme d'un 7e match remporté 83-79, les Lakers restent champion NBA face à leur meilleur ennemi, les Celtics de Boston. Ils sont ainsi titrés pour la 16e fois avec un dernier match à 23 points et quinze rebonds pour Bryant qui remporte le trophée de MVP des finales après celui de 2009.

#### À la recherche d'un sixième titre (2010-2013)
Après un très bon début de saison, les Lakers subissent quelques cuisants échecs, comme face au Heat de Miami de LeBron James, Dwyane Wade et Chris Bosh. Kobe Bryant remporte lui le titre de MVP du NBA All-Star Game 2011 à Los Angeles, sur son parquet, grâce à 37 points et quatorze rebonds. Les Lakers réussissent une période de 17 victoires en 18 matches après le All-Star Game mais finissent très mal la saison. Ils terminent la saison régulière à la 2e place de la conférence Ouest, derrière les Spurs de San Antonio. Au premier tour de ces playoffs, ils affrontent les Hornets de la Nouvelle-Orléans et Kobe Bryant marque 34 points dans le premier match, mais les Lakers perdent face à Chris Paul qui réussit un très bon match (33 points, sept rebonds, quatorze passes décisives et 4 interceptions). Le 22 avril, Bryant marque 30 points et réussit un 80e match en playoffs à trente points ou plus. Les Lakers s'imposent 4-2 dans la série et affrontent les Mavericks de Dallas en demi-finale de conférence. Les Lakers se font éliminer 4-0 et perdent le dernier match avec 36 points d'écart, Andrew Bynum et Lamar Odom étant expulsés pour fautes anti-sportives.
Kobe Bryant marque quarante points ou plus sur quatre des premiers matches de la saison 2011-2012, avec une pointe à 48 points contre les Suns de Phoenix. Mais les Lakers débutent la saison difficilement après les départs de Lamar Odom et de Shannon Brown, ainsi que le remplacement de l'entraîneur Phil Jackson par Mike Brown.

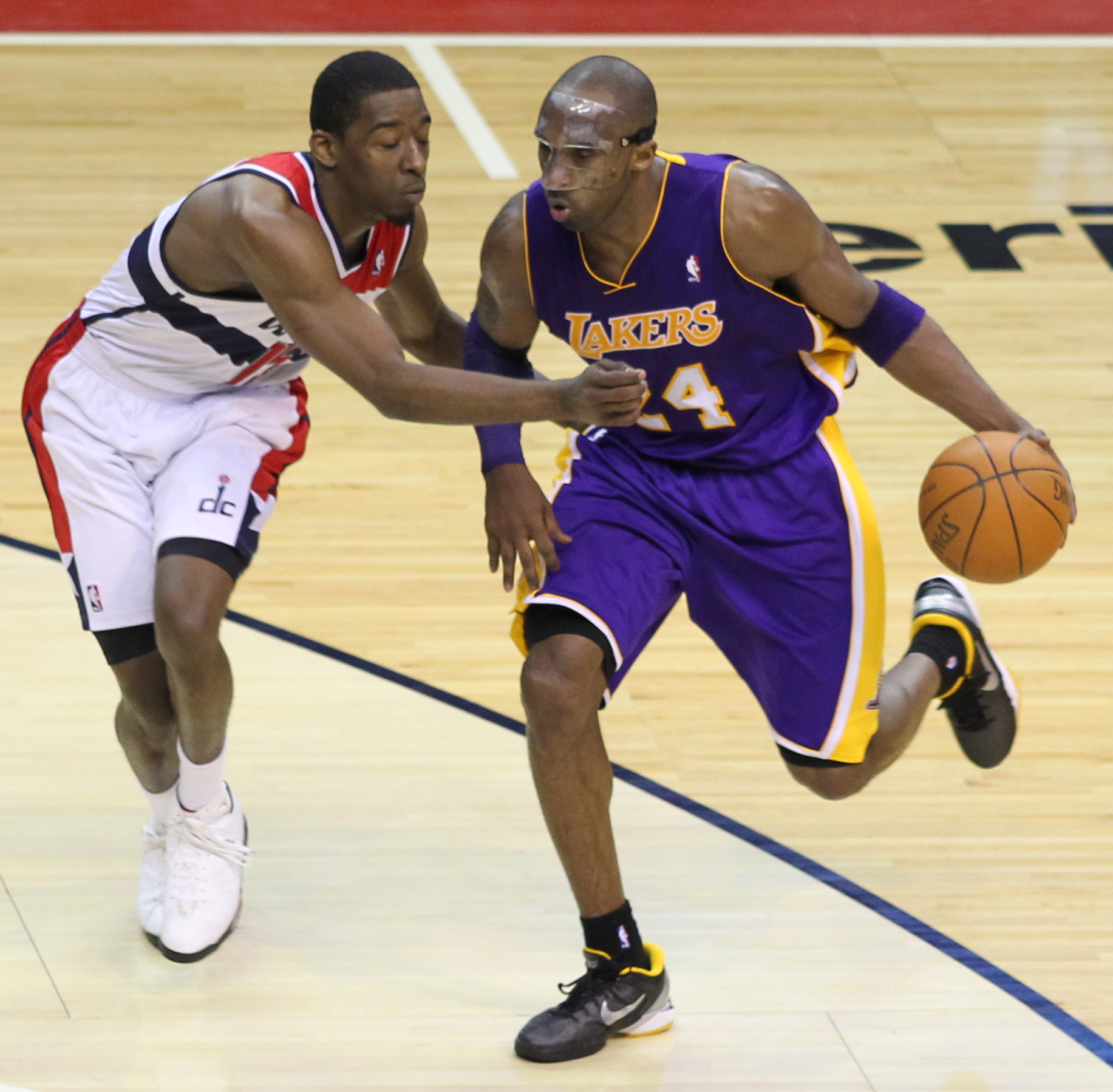
Kobe Bryant dribblant Jordan Crawford des Wizards de Washington, en mars 2012.

Bryant est élu joueur de la semaine de la conférence Ouest pour les semaines du 2 au 8 janvier et du 9 au 15 janvier. Il est aussi élu joueur du mois de la conférence Ouest pour décembre-janvier.
Bryant marque 28 points le 6 février 2012 pour devenir le 5e meilleur marqueur de l'histoire de la NBA, dépassant ainsi son ancien coéquipier Shaquille O'Neal. Kobe Bryant marque 27 points lors du NBA All-Star Game 2012 et dépasse le record du total de points sur les All-Star Games établi par Michael Jordan.
Battu par Kevin Durant pour le titre de meilleur marqueur, Kobe Bryant finit la saison régulière avec 27,9 points de moyenne. Il manque une dizaine de rencontres à cause d'une blessure à la cheville. Les Lakers finissent la saison régulière à la 3e place de la Conférence Ouest, et éliminent difficilement les Nuggets de Denver (4-3) au premier tour des playoffs. Bryant marque 31 points dans la première rencontre, 38 dans la seconde, 43 dans la cinquième et 31 dans la sixième. Pau Gasol est le meilleur joueur de la rencontre décisive avec 23 points, 17 rebonds, six passes décisives et quatre contres. Los Angeles s'incline 4-1 au tour suivant face au Thunder d'Oklahoma City malgré une bonne série de Ramon Sessions.
L'avenir des Lakers est alors incertain, d'autant qu'après la bonne saison d'Andrew Bynum, Pau Gasol se trouve de nouveau au centre des critiques et semble vouloir être transféré par les dirigeants.
Dès l'ouverture du marché des transferts, les Lakers frappent un gros coup en recrutant le meneur double MVP Steve Nash, alors agent libre. De plus, ils réussissent à faire venir l'un des meilleurs pivots et défenseurs de la ligue, Dwight Howard. Des renforts de choix tels qu'Antawn Jamison ou Jodie Meeks viennent compléter un effectif seulement amputé de Ramon Sessions et Andrew Bynum. Cependant, l'entraîneur Mike Brown est limogé dès le 6e match de la saison, après un bilan d'une victoires et quatre défaites. Mike D'Antoni est alors choisi. Les Lakers subissent de très nombreuses défaites, malgré un début de saison de Bryant, qui tourne à trente points, cinq rebonds et cinq passes décisives à 49 % de réussite alors qu'il vient de fêter son 34e anniversaire. Bryant franchit les 30 000 points en carrière lors d'une rencontre opposant les Lakers aux Hornets de la Nouvelle-Orléans le 5 décembre 2012, rejoignant ainsi Wilt Chamberlain, Michael Jordan, Karl Malone et Kareem Abdul-Jabbar. Il est le plus jeune joueur à atteindre ce total. Il est également sélectionné pour la 15e saison consécutive (record NBA) parmi les titulaires du All-Star Game 2013, à Houston. Sa Conférence s'impose 143-138 et Chris Paul est élu MVP du All-Star Game. Lors de ce match Bryant marque neuf points.
La crise ayant atteint les Lakers, une réunion est organisée fin janvier. Bryant se mue alors en passeur et essaye d'impliquer les autres Lakers. En découle une série de trois matches consécutifs à plus de dix passes (quatorze points, neuf rebonds et quatorze passes face au Jazz, puis 21 points, neuf rebonds et quatorze passes face au Thunder, et quatorze points, huit rebonds et onze passes contre La Nouvelle-Orléans), pour autant de victoires. Los Angeles a alors un bilan de vingt victoires pour 25 défaites. À partir de là les Lakers remontent la pente. Ils retrouvent un bilan équilibré le 3 mars après une victoire face aux Hawks d'Atlanta. Les Lakers se rapprochent du Jazz de l'Utah pour la huitième place de la Conférence, Kobe Bryant réussissant deux matchs consécutifs à quarante points et dix passes, performance qui n'avait plus été réalisée par un joueur des Lakers depuis Jerry West en mars 1970.
Le 30 mars 2013, Kobe Bryant devient le quatrième meilleur marqueur de l'histoire en dépassant Wilt Chamberlain lors de la victoire des Lakers contre les Kings de Sacramento 103 à 98 en inscrivant 19 points, accompagnés de quatorze passes décisives.
Le 12 avril 2013, Kobe Bryant se blesse lors d'un match de saison régulière face aux Warriors de Golden State, remporté 118 à 116 par les Lakers. À quatre minutes de la fin les Lakers sont menés 107-101 mais Bryant marque deux tirs à trois points consécutifs (107-107). Golden State marque et reprend l'avantage (109-107). Kobe Bryant a la balle en main, il part sur sa gauche, s'écroule et obtient deux lancers franc. Il se rompt le tendon d'Achille gauche sur l'action et malgré la blessure, il revient sur le terrain en boitant et marque ses deux lancers franc, puis quitte le terrain avec 34 points marqués et 109-109 au tableau d'affichage. Après le match il déclare qu'il s'est rompu le tendon d'Achille et laisse entendre qu'il pourrait être forfait durant un an.

#### Fin de carrière gâchée par les blessures

##### Saisons presque blanches (2013-2015)

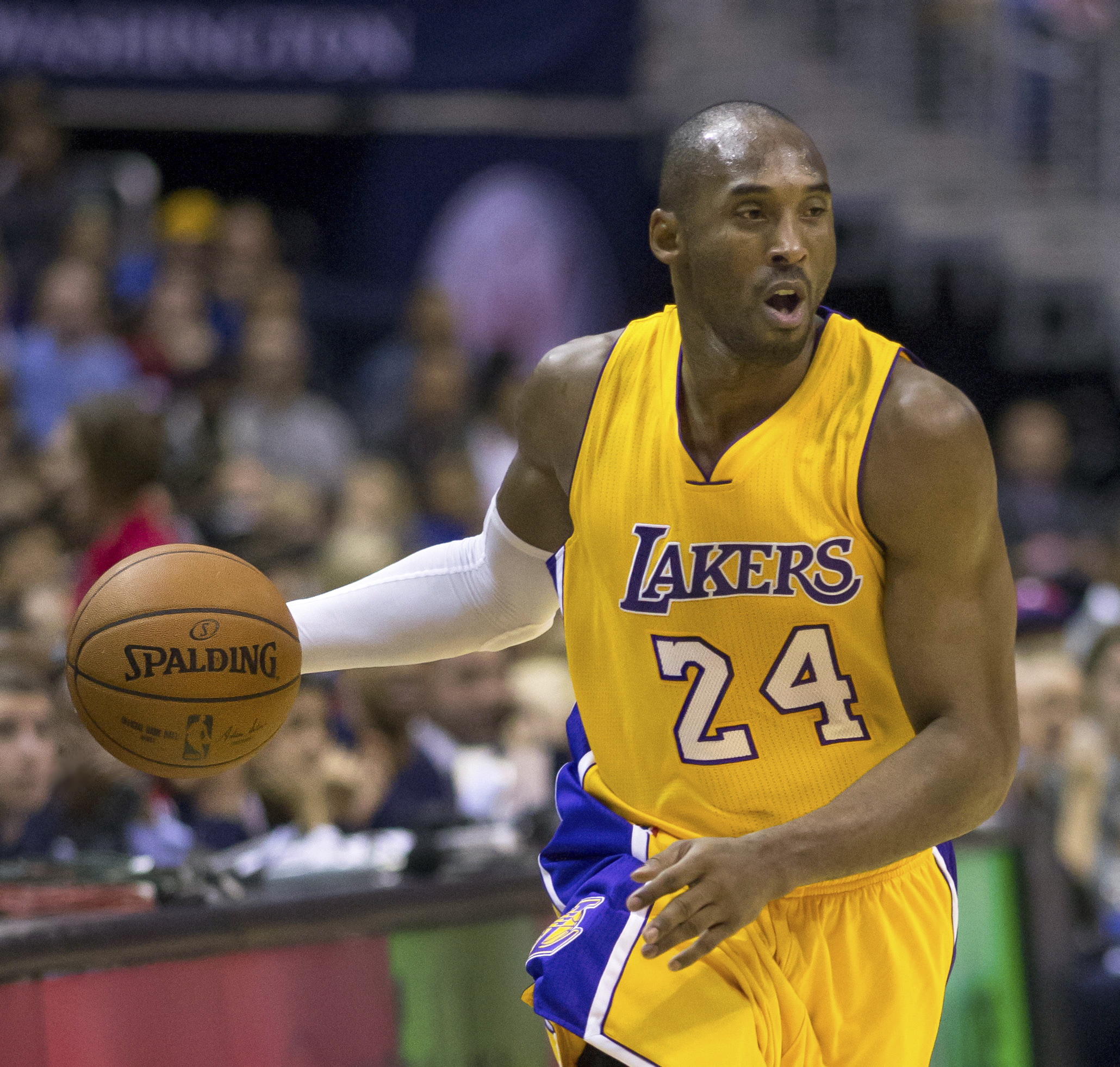
Kobe Bryant avec un basketball sleeve, en décembre 2014.

Encore convalescent, Bryant signe une prolongation de contrat de deux ans pour 48,5 millions de dollars. Il revient à la compétition en décembre 2013 et joue six rencontres. Durant ces six rencontres, ses statistiques sont de 13,8 points, 4,3 rebonds et 6,3 passes décisives par match. Il se fracture le genou gauche. Son absence à cause de cette blessure est estimée au minimum à six semaines. Dans l'impossibilité d'atteindre les playoffs, les Lakers annoncent en mars que Bryant ne rejoue pas de la saison.
En novembre 2014, il devient le quatrième joueur de l'histoire de la NBA à dépasser les 32 000 points.
Le 1er décembre 2014, lors de la victoire (129-122) des Lakers de Los Angeles contre les Raptors de Toronto, il devient le premier joueur à comptabiliser 30 000 points et 6 000 passes décisives.
Le 15 décembre 2014, lors de la victoire (100-94) des Lakers de Los Angeles contre les Timberwolves du Minnesota, il devient le troisième meilleur marqueur de l'histoire de la NBA en dépassant Michael Jordan (32 292 points) contre 32 310 points à la fin du match pour Bryant.
Il est contraint de mettre fin à sa saison à cause d'une déchirure de l'épaule droite.

##### Dernier tour d'honneur et retraite (2015-2016)
Fin novembre 2015, Kobe Bryant annonce qu'il prendra sa retraite à la fin de la saison avec la lettre Dear Basketball. Il joue le dernier match de sa carrière le 13 avril 2016 et marque soixante points dans la victoire des Lakers contre le Jazz de l'Utah sur le score de 101 à 96 avec un 22 sur 50 au tir et un six sur 21 à trois points, ce qui constitue un record en NBA pour les tirs tentés (recensés depuis 1984, le record de tirs tentés en un match étant détenu par Wilt Chamberlain) et un record personnel pour les tirs primés tentés. Cette performance est le record de points dans la ligue lors de la saison 2015-2016,,,.

### Carrière internationale

#### Débuts internationaux en 2007
Bryant doit pourtant se reconcentrer sur son basket car il défend pour la première fois les couleurs des États-Unis avec Team USA lors du Championnat des Amériques en août 2007. À l'instar de Michael Jordan, en 1992, avec la Dream Team, Bryant se focalise sur la défense. Les États-Unis remportent le tournoi, Kobe Bryant jouant 19,9 minutes de moyenne sur dix matches. Il marque en moyenne 15,3 points (60,7 % à deux points, 45,9 % à trois points et 87,2 % aux lancers francs), capte deux rebonds et donne 2,9 passes décisives.

#### Jeux olympiques 2008

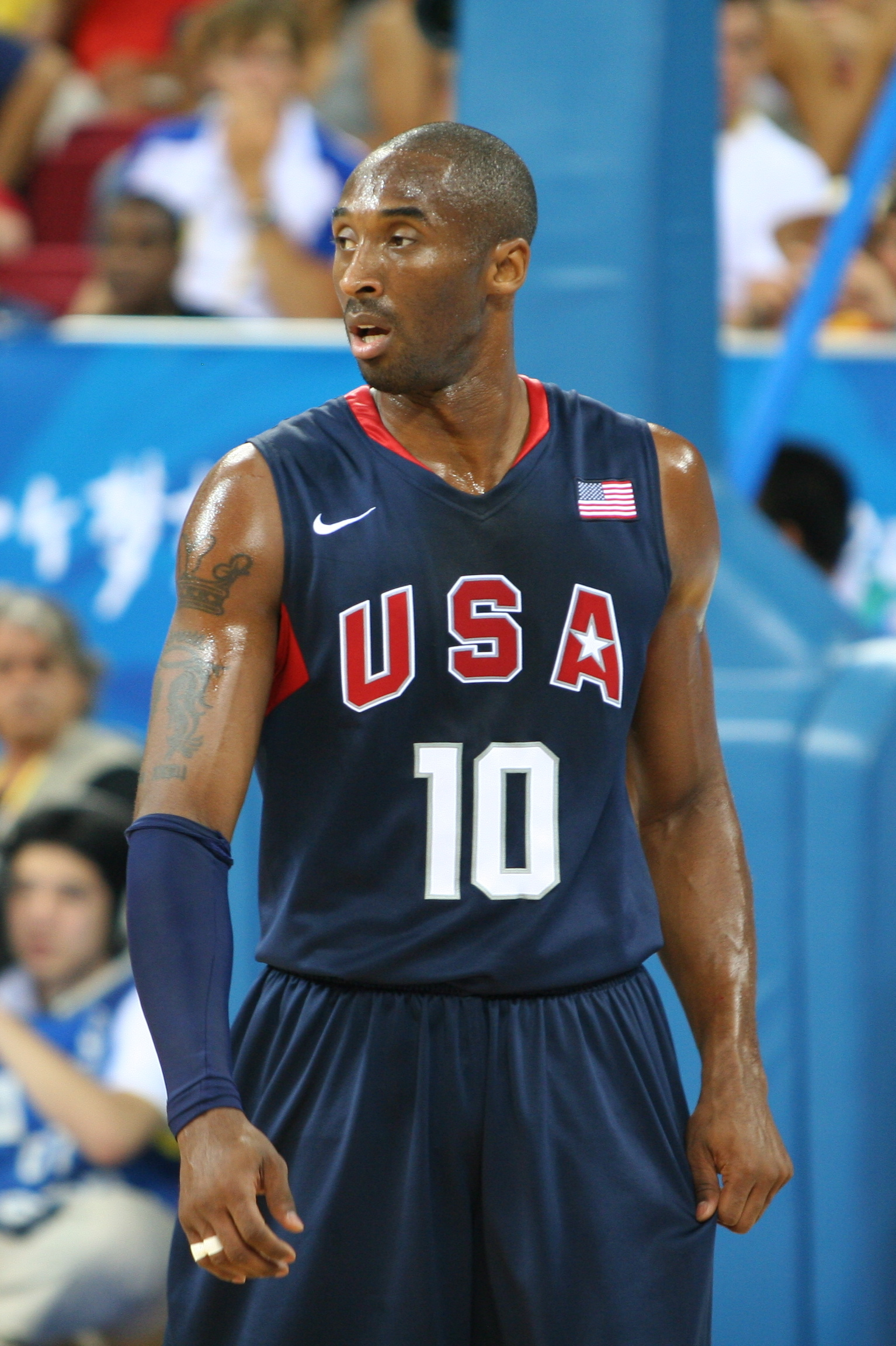
Kobe Bryant à Pékin avec un basketball sleeve sur son avant-bras droit lors des Jeux olympiques d'été, en août 2008.

Les Jeux olympiques de Beijing en 2008 sont pour le Team USA l'occasion de la « rédemption ». En effet, les États-Unis ne sont plus considérés comme intouchables par les autres équipes internationales. Leurs dernières participations aux tournois internationaux prouvent que les États-Unis ne sont plus les maîtres du monde : 6e place aux Mondiaux de 2002, médaille de bronze aux JO d'Athènes en 2004, 3e place au Championnat du monde de 2006.
Afin de montrer qu'ils demeurent encore et toujours la meilleure nation du basket-ball, un projet est mis en place dès 2007 avec pour objectif la reconquête de l'or aux Jeux olympiques. Pour ce faire, Team USA convainc les meilleures joueurs évoluant en NBA de participer aux qualifications puis aux Jeux. Pour encadrer la Redemption Team, une équipe d'encadrement de très haute volée est mis en place avec notamment l'entraîneur de NCAA, Mike Krzyzewski, des Blue Devils de Duke, avec comme adjoints Jim Boeheim de l'Orange de Syracuse, Mike D'Antoni des Suns de Phoenix et Nate McMillan des Trail Blazers de Portland.
La Redemption Team arrive à Pékin le couteau entre les dents mais avec beaucoup plus de respect et d'humilité que lors des dernières campagnes. Les joueurs américains ont à cœur de prouver au monde entier qu'ils sont les meilleurs du monde tout en respectant l'adversaire. Cette pléiade de stars composée de Jason Kidd, Chris Paul, Deron Williams, Kobe Bryant, Dwyane Wade, Michael Redd, LeBron James, Carmelo Anthony, Tayshaun Prince, Dwight Howard, Chris Bosh et Carlos Boozer, s'entend à merveille.
L'équipe arrive jusqu'en finale où ils affrontent la très impressionnante équipe d'Espagne, championne du monde en titre.
La finale des JO de Beijing 2008 est très serrée, l'adresse des deux équipes est très bonne (environ 60 % à deux points et 50 % à trois points). Côté espagnol, tous les joueurs sont au diapason et prouvent qu'ils n'ont rien à envier à leurs adversaires. L'éclosion de jeunes joueurs (Ricky Rubio, dix-sept ans et Rudy Fernández, vingt ans) et la confirmation de joueurs de NBA (Pau Gasol, Jorge Garbajosa et Juan Carlos Navarro) permettent à l'Espagne de rester dans le match. À quatre minutes de la fin, quatre points séparent les deux équipes et un tir décisif à trois points de Kobe Bryant avec la faute va anéantir les espoirs de retour des Espagnols. Team USA gagne d'onze points mais cela ne reflète pas du tout le match. Bryant marque vingt points en finale, Dwyane Wade est élu homme du match avec 29 points. Score final : 118-107.

### Mort en hélicoptère
Le 26 janvier 2020, Kobe Bryant meurt dans un accident d'hélicoptère à l'âge de quarante-et-un ans, à Calabasas, en Californie. Sa fille Gianna Maria-Onore, âgée de treize ans, meurt aussi dans l'accident. Le monde du basket est sous le choc. Les joueurs Michael Jordan, LeBron James, Shaquille O'Neal et de nombreux sportifs d'autres disciplines lui rendent immédiatement hommage, ainsi que le président américain Donald Trump et son prédécesseur Barack Obama.
Le 18 avril 2020, à l'occasion de la Draft 2020, Cathy Engelbert, la commissaire de la WNBA, annonce qu'elle va remettre le Kobe & Gigi Bryant WNBA Advocacy Award, un trophée annuel destiné à récompenser les contributeurs et contributrices qui favorisent le développement du basket féminin, en hommage à Kobe et sa fille, Gianna Maria-Onore Bryant, mais également à Alyssa Altobelli et Payton Chester, tuées ce jour-là,.

## Statistiques

### Saison régulière
Légende :
| Titre MVP | Champion NBA | Leader de la ligue |

gras = ses meilleures performances
Statistiques en saison régulière de Kobe Bryant
| Saison        | Équipe | Matchs | Titul. | Min./m | % Tir | % 3pts | % LF | Rbds/m. | Pass/m. | Int/m. | Ctr/m. | Pts/m. |
| ------------- | ------ | ------ | ------ | ------ | ----- | ------ | ---- | ------- | ------- | ------ | ------ | ------ |
| 1996-1997     | Lakers | 71     | 6      | 15,5   | 41,7  | 37,5   | 81,9 | 1,86    | 1,28    | 0,69   | 0,32   | 7,59   |
| 1997-1998     | Lakers | 79     | 1      | 26,0   | 42,8  | 34,1   | 79,4 | 3,06    | 2,52    | 0,94   | 0,51   | 15,44  |
| 1998-1999*    | Lakers | 50     | 50     | 37,9   | 46,5  | 26,7   | 83,9 | 5,28    | 3,80    | 1,44   | 1,00   | 19,92  |
| 1999-2000     | Lakers | 66     | 62     | 38,2   | 46,8  | 31,9   | 82,1 | 6,30    | 4,89    | 1,61   | 0,94   | 22,50  |
| 2000-2001     | Lakers | 68     | 68     | 40,9   | 46,4  | 30,5   | 85,3 | 5,87    | 4,97    | 1,68   | 0,63   | 28,50  |
| 2001-2002     | Lakers | 80     | 80     | 38,3   | 46,9  | 25,0   | 82,9 | 5,51    | 5,57    | 1,48   | 0,44   | 25,24  |
| 2002-2003     | Lakers | 82     | 82     | 41,5   | 45,1  | 38,3   | 84,3 | 6,88    | 5,85    | 2,21   | 0,82   | 30,01  |
| 2003-2004     | Lakers | 65     | 64     | 37,6   | 43,8  | 32,7   | 85,2 | 5,52    | 5,08    | 1,72   | 0,43   | 23,95  |
| 2004-2005     | Lakers | 66     | 66     | 40,7   | 43,3  | 33,9   | 81,6 | 5,94    | 6,03    | 1,30   | 0,80   | 27,56  |
| 2005-2006     | Lakers | 80     | 80     | 41,0   | 45,0  | 34,7   | 85,0 | 5,31    | 4,50    | 1,84   | 0,38   | 35,40  |
| 2006-2007     | Lakers | 77     | 77     | 40,8   | 46,3  | 34,4   | 86,8 | 5,70    | 5,36    | 1,44   | 0,47   | 31,56  |
| 2007-2008     | Lakers | 82     | 82     | 38,9   | 45,9  | 36,1   | 84,0 | 6,30    | 5,38    | 1,84   | 0,49   | 28,33  |
| 2008-2009     | Lakers | 82     | 82     | 36,1   | 46,7  | 35,1   | 85,6 | 5,23    | 4,87    | 1,46   | 0,45   | 26,84  |
| 2009-2010     | Lakers | 73     | 73     | 38,8   | 45,6  | 32,9   | 81,1 | 5,36    | 5,00    | 1,55   | 0,27   | 26,99  |
| 2010-2011     | Lakers | 82     | 82     | 33,9   | 45,1  | 32,3   | 82,8 | 5,11    | 4,73    | 1,21   | 0,15   | 25,34  |
| 2011-2012*    | Lakers | 58     | 58     | 38,5   | 43,0  | 30,3   | 84,5 | 5,40    | 4,55    | 1,19   | 0,31   | 27,86  |
| 2012-2013     | Lakers | 78     | 78     | 38,6   | 46,3  | 32,4   | 83,9 | 5,55    | 6,01    | 1,36   | 0,32   | 27,35  |
| 2013-2014     | Lakers | 6      | 6      | 29,5   | 42,5  | 18,8   | 85,7 | 4,33    | 6,33    | 1,17   | 0,17   | 13,83  |
| 2014-2015     | Lakers | 35     | 35     | 34,5   | 37,3  | 29,3   | 81,3 | 5,69    | 5,63    | 1,34   | 0,20   | 22,34  |
| 2015-2016     | Lakers | 66     | 66     | 28,2   | 35,8  | 28,5   | 82,6 | 3,74    | 2,79    | 0,94   | 0,20   | 17,59  |
| Total         |        | 1346   | 1198   | 36,1   | 44,7  | 33,0   | 83,7 | 5,24    | 4,68    | 1,44   | 0,48   | 24,99  |
| All-Star Game |        | 15     | 15     | 27,6   | 50,0  | 32,4   | 78,9 | 5,00    | 4,67    | 2,40   | 0,47   | 19,33  |

* En raison d'un Lock out, ces saisons ont été réduites respectivement à 50 et 66 matchs.

### Playoffs
Légende :
| Titre de meilleur joueur (MVP) des finales NBA | Champion NBA |

Statistiques en séries éliminatoires de Kobe Bryant
| Saison | Équipe | Matchs | Titul. | Min./m | % Tir | % 3pts | % LF | Rbds/m. | Pass/m. | Int/m. | Ctr/m. | Pts/m. |
| ------ | ------ | ------ | ------ | ------ | ----- | ------ | ---- | ------- | ------- | ------ | ------ | ------ |
| 1997   | Lakers | 9      | 0      | 14,8   | 38,2  | 26,1   | 86,7 | 1,22    | 1,22    | 0,33   | 0,22   | 8,22   |
| 1998   | Lakers | 11     | 0      | 20,0   | 40,8  | 21,4   | 68,9 | 1,91    | 1,45    | 0,27   | 0,73   | 8,73   |
| 1999   | Lakers | 8      | 8      | 39,4   | 43,0  | 34,8   | 80,0 | 6,88    | 4,62    | 1,88   | 1,25   | 19,75  |
| 2000   | Lakers | 22     | 22     | 39,0   | 44,2  | 34,4   | 75,4 | 4,45    | 4,41    | 1,45   | 1,45   | 21,14  |
| 2001   | Lakers | 16     | 16     | 43,4   | 46,9  | 32,4   | 82,1 | 7,25    | 6,06    | 1,56   | 0,75   | 29,44  |
| 2002   | Lakers | 19     | 19     | 43,8   | 43,4  | 37,9   | 75,9 | 5,84    | 4,58    | 1,42   | 0,89   | 26,63  |
| 2003   | Lakers | 12     | 12     | 44,3   | 43,2  | 40,3   | 82,7 | 5,08    | 5,17    | 1,17   | 0,08   | 32,08  |
| 2004   | Lakers | 22     | 22     | 44,2   | 41,3  | 24,7   | 81,3 | 4,73    | 5,18    | 1,91   | 0,32   | 24,50  |
| 2006   | Lakers | 7      | 7      | 44,9   | 49,7  | 40,0   | 77,1 | 6,29    | 5,14    | 1,14   | 0,43   | 27,86  |
| 2007   | Lakers | 5      | 5      | 43,0   | 46,2  | 35,7   | 91,9 | 5,20    | 4,40    | 1,00   | 0,40   | 32,80  |
| 2008   | Lakers | 21     | 21     | 41,1   | 47,9  | 30,2   | 80,9 | 5,67    | 5,57    | 1,67   | 0,38   | 30,14  |
| 2009   | Lakers | 23     | 23     | 40,9   | 45,7  | 34,9   | 88,3 | 5,35    | 5,48    | 1,65   | 0,91   | 30,22  |
| 2010   | Lakers | 23     | 23     | 40,1   | 45,8  | 37,4   | 84,2 | 6,00    | 5,48    | 1,35   | 0,70   | 29,17  |
| 2011   | Lakers | 10     | 10     | 35,4   | 44,6  | 29,3   | 82,0 | 3,40    | 3,30    | 1,60   | 0,30   | 22,80  |
| 2012   | Lakers | 12     | 12     | 39,7   | 43,9  | 28,3   | 83,2 | 4,83    | 4,33    | 1,33   | 0,17   | 30,00  |
| Total  |        | 220    | 200    | 39,3   | 44,8  | 33,1   | 81,6 | 5,09    | 4,70    | 1,41   | 0,65   | 25,64  |

## Palmarès et distinctions

### Palmarès

#### En sélection nationale
- Médaille d'or au Championnat des Amériques en 2007[47] ;
- Médaille d'or aux Jeux olympiques d'été de 2008 ;
- Médaille d'or aux Jeux olympiques d'été de 2012.

#### En NBA
- 5× Champion NBA en 2000, 2001, 2002, 2009 et 2010 avec les Lakers de Los Angeles ;
- 7× Champion de la Conférence Ouest en 2000, 2001, 2002, 2004, 2008, 2009 et 2010 avec les Lakers de Los Angeles ;
- 8× Champion de la Division Pacifique en 2000, 2001, 2004, 2008, 2009, 2010, 2011 et 2012 avec les Lakers de Los Angeles.

#### Récompenses individuelles
- NBA Most Valuable Player de la saison régulière en 2008[48] ;
- NBA Finals Most Valuable Player Award en 2009 et 2010[49] ;
- 18 sélections au NBA All-Star Game en 1998, 2000, 2001, 2002, 2003, 2004, 2005, 2006, 2007, 2008, 2009, 2010, 2011, 2012, 2013, 2014, 2015 et 2016 ;
- Participation au Rookie Game 1997[50] ;
- NBA All-Star Game Most Valuable Player Award en 2002, 2007, 2009 avec Shaquille O'Neal et 2011[51] ;
- All-NBA First Team en 2002, 2003, 2004, 2006, 2007, 2008, 2009, 2010, 2011, 2012 et 2013[52] ;
- All-NBA Second Team en 2000, 2001[52] ;
- All-NBA Third Team en 1999, 2005[52] ;
- All-NBA Defensive First Team en 2000, 2003, 2004, 2006, 2007, 2008, 2009, 2010 et 2011[53] ;
- All-NBA Defensive Second Team en 2001, 2002 et 2012[53] ;
- NBA All-Rookie Second Team en 1997[54] ;
- Vainqueur du Slam Dunk Contest en 1997 ;
- Désigné dix-sept fois « joueur du mois » dont une fois « joueur du mois de la NBA » (NBA Player of the Month) et seize fois « joueur du mois de la conférence Ouest » (Western Conference Player of the Month)[55],[N 1] ;
- Désigné trente-trois fois « joueur de la semaine » dont deux fois « joueur de la semaine de la NBA » et 31 fois « joueur de la semaine de la conférence Ouest ».

#### Performances statistiques
- Meilleur marqueur NBA en 2006 : 35,4 points/match et 2007 : 31,6 points/match[56] ;
- quatre fois joueur ayant inscrit le plus grand nombre de points sur une saison : 2 461 en 2003, 2 832 en 2006, 2 430 en 2007 et 2 323 en 2008[57] ;
- trois fois joueur ayant inscrit le plus grand nombre de paniers sur une saison : 868 en 2003, 978 en 2006 et 813 en 2007[58] ;
- six fois joueur ayant tenté le plus grand nombre de paniers sur une saison : 2 173 en 2006, 1 757 en 2007, 1 690 en 2008, 1 615 en 2011, 1 336 en 2012 et 1 595 en 2013[59] ;
- deux fois joueur ayant inscrit le plus grand nombre de lancers francs sur une saison en 2006 : 696 et 2007: 667[60] ;
- joueur ayant tiré le plus grand nombre de lancers francs sur une saison en 2007 : 768[61] ;
- 2e meilleure performance de l’histoire sur un match : 81 points le 22 janvier 2006 contre les Raptors de Toronto ;
- 7e meilleur total de points sur une saison dans l’histoire : 2 832 points en 2006[62] ;
- 8e meilleure moyenne de points sur une saison dans l’histoire : 35,4 points en 2006[63] ;
- 4e meilleur total de points dans une carrière NBA en saison régulière : 33 643[64] ;
- 4e meilleur total de points dans une carrière NBA en playoffs : 5 640[65] ;
- 2e meilleur total de points de l'histoire en une mi-temps : 55 (le 26 janvier 2006 contre les Raptors de Toronto)[66] ;
- matchs à plus de quarante points (saison régulière) : 122 (plus douze en playoffs) ;
- matchs à plus de cinquante points (saison régulière) : 26 ;
- matchs à plus de soixante points (saison régulière) : six ;
- nombre de triple-doubles : 21.

Dernière mise à jour le 31 décembre 2014.

#### Autres distinctions
- Récompensé du Naismith High School Player of the Year de l'année 1996[67] ;
- Best NBA Player ESPY Award en 2008 et 2010 ;
- Élu joueur de la décennie à la suite d'un sondage sur nba.com[68] ;
- Classé 59e meilleur joueur de tous les temps par Slam magazine en 2003 ;
- Classé 12e meilleur joueur de tous les temps par Slam magazine en 2009[69] ;
- Prix spécial du jury pour Dear Basketball au festival World Animation Celebration en 2017 ;
- Oscar du meilleur court métrage d'animation pour Dear Basketball en 2018 ;
- Meilleur conception graphique post-produite pour Dear Basketball aux Sports Emmy Awards en 2018 ;
- Prix de la catégorie « Sports » pour Dear Basketball aux Telly Awards en 2018 ;
- Élu au Naismith Memorial Hall of Fame en 2020.

## Records

### Records en match
Légende :
| Record de la franchise |

Les records personnels de Kobe Bryant, officiellement recensés par la NBA sont les suivants :
| Type de statistique        | Saison régulière | Saison régulière       | Saison régulière | Playoffs | Playoffs               | Playoffs    |
| Type de statistique        | Record           | Adversaire             | Date             | Record   | Adversaire             | Date        |
| -------------------------- | ---------------- | ---------------------- | ---------------- | -------- | ---------------------- | ----------- |
| Points                     | 81               | Raptors de Toronto     | 22 janvier 2006  | 50       | Suns de Phoenix        | 4 mai 2006  |
| Paniers marqués            | 28               | Raptors de Toronto     | 22 janvier 2006  | 20       | Suns de Phoenix        | 4 mai 2006  |
| Paniers tentés             | 50               | Jazz de l'Utah         | 13 avril 2016    | 38       | @ Spurs de San Antonio | 5 mai 2003  |
| Paniers à 3 points réussis | 12               | SuperSonics de Seattle | 7 janvier 2003   | 6        | 3 fois                 | 3 fois      |
| Paniers à 3 points tentés  | 21               | Jazz de l'Utah         | 13 avril 2016    | 11       | 4 fois                 | 4 fois      |
| Lancers francs réussis     | 23               | 2 fois                 | 2 fois           | 21       | Jazz de l'Utah         | 4 mai 2008  |
| Lancers francs tentés      | 27               | 2 fois                 | 2 fois           | 23       | Jazz de l'Utah         | 4 mai 2008  |
| Rebonds offensifs          | 8                | @ Mavericks de Dallas  | 18 avril 2000    | 9        | @ Kings de Sacramento  | 13 mai 2001 |
| Rebonds défensifs          | 13               | 2 fois                 | 2 fois           | 11       | 2 fois                 | 2 fois      |
| Rebonds totaux             | 16               | @ Raptors de Toronto   | 24 janvier 2010  | 16       | @ Kings de Sacramento  | 13 mai 2001 |
| Passes décisives           | 17               | Cavaliers de Cleveland | 15 janvier 2015  | 13       | Suns de Phoenix        | 19 mai 2010 |
| Interceptions              | 7                | Jazz de l'Utah         | 13 février 2006  | 5        | 3 fois                 | 3 fois      |
| Contres                    | 5                | 3 fois                 | 3 fois           | 4        | 4 fois                 | 4 fois      |
| Balles perdues             | 11               | @ Pistons de Détroit   | 31 janvier 2008  | 7        | 9 fois                 | 9 fois      |
| Minutes jouées             | 54               | 3 fois                 |                  | 53       | @ Kings de Sacramento  | 2 juin 2002 |

- Double-double : 198 (dont 23 en playoffs)
- Triple-double : 21

### Records NBA
- Plus grand nombre de tirs à trois points tentés en une mi-temps : 11, le 13 mai 2003 contre les Spurs de San Antonio ;
- Plus jeune joueur à avoir débuté dans le cinq de départ d'un All-Star Game : dix-neuf ans et 175 jours 8 février 1998 ;
- Plus grand nombre de titres de NBA All-Star Game Most Valuable Player Award en 2002, 2007, 2009 avec Shaquille O'Neal et 2011 ;
- Un des dix seuls joueurs à avoir inscrit plus de 2 000 points durant au moins sept saisons ;
- Un des sept seuls joueurs à avoir inscrit plus de 2 000 points durant au moins huit saisons ;
- Plus jeune joueur dans un cinq de départ de l’histoire d’un match NBA à (dix-huit ans et 158 jours), d’un All-Star Game à (dix-neuf ans et 175 jours) ;
- 7e joueur à comptabiliser 27 000 points, 5 000 rebonds et 5 000 passes décisives[71],[72]
- 1er joueur à comptabiliser 30 000 points et 6 000 passes décisives[34].

### Records de franchise
Voici une liste des principaux records établis par Kobe Bryant au sein de son club, les Lakers de Los Angeles (dernière mise à jour le 3 avril 2017).

#### Matchs
- Nombre de matches joués : 1 346[73] ;
- Nombre de minutes jouées : 48 637[73] ;
- Nombre de tirs marqués : 11 719[73] ;
- Nombre de tirs tentés : 26 200[73] ;
- Plus grand nombre de fois starter au NBA All-Star Game : quinze sélections pour dix-huit participations.

#### Points
- Carrière (saison régulière) : 33 643 points[73] ;
- Carrière (playoffs) : 5 640 points ;
- Saison : 2 832 (2005-2006) ;
- Match : 81 (22 janvier 2006 contre les Raptors de Toronto) (2e meilleur total de l'histoire de la NBA derrière les cent points de Wilt Chamberlain) ;
- Match à l'extérieur : 61 (31 janvier 2009 au Madison Square Garden contre les Knicks de New York) ;
- Mi-temps : 55 (22 janvier 2006 contre les Raptors de Toronto) ;
- Quart-temps : 30 (20 décembre 2005 contre les Mavericks de Dallas) ;
- Prolongation, playoffs : douze (4 mai 2006 contre les Suns de Phoenix) ;
- Moyenne de points sur un mois : 43,4 (janvier 2006) ;
- Matchs à quarante points et + sur une saison : 27 (2005-2006) ;
- Matchs consécutifs à vingt points ou + sur une saison : 62 (9 décembre 2005 au 19 avril 2006) ;
- Matchs consécutifs à quarante points ou + : neuf (six au 23 février 2003) ;
- Matchs consécutifs à cinquante points ou + : quatre.

#### Paniers réussis
- Mi-temps : 18 (22 janvier 2006 contre les Raptors de Toronto).

#### Lancers francs réussis
- Match : 23 (deux fois, dont le 31 janvier 2009 contre les Knicks de New York) ;
- Mi-temps : seize (30 janvier 2001 contre les Cavaliers de Cleveland) ;
- Quart-temps : quatorze (20 décembre 2005 contre les Mavericks de Dallas) ;
- Consécutifs : 62 (onze au 22 janvier 2006).

#### Trois points réussis
- Carrière (saison régulière) : 1 827 tirs à trois points[73] ;
- Match (saison régulière) : douze (7 janvier 2003 contre les SuperSonics de Seattle)[74] ;
- Mi-temps : 8 (28 mars 2003 contre les Wizards de Washington) ;
- Quart-temps : 6 (7 janvier 2003 contre les SuperSonics de Seattle) ;
- Match, sans aucun échec : 7/7 (6 janvier 2006 contre les 76ers de Philadelphie) ;
- Consécutifs en un match : 9 (7 janvier 2003 contre les SuperSonics de Seattle).

#### Interceptions
- Carrière (saison régulière) : 1 944 interceptions[73] ;
- Mi-temps : 6 (13 février 2006 contre le Jazz de l'Utah) ;
- Quart-temps, playoffs : 3 (17 mai 1999 contre les Spurs de San Antonio).

### Autres records personnels
- Meilleur marqueur de l’histoire du lycée Southeastern Pennsylvania avec 2 883 points (devant Wilt Chamberlain) ;
- Seul joueur avec Wilt Chamberlain dans l’histoire à avoir fait 35 points ou plus dans treize matchs consécutifs (janvier-février 2003) ;
- Seul joueur avec Wilt Chamberlain et Michael Jordan dans l’histoire à avoir fait quarante points ou plus dans neuf matchs consécutifs (février 2003) ;
- Seul joueur avec Wilt Chamberlain dans l’histoire à avoir fait cinquante points ou plus dans quatre matchs consécutifs (mars 2007) ;
- Seul joueur avec Wilt Chamberlain dans l’histoire à enregistrer une moyenne de quarante points ou plus sur un mois, à plusieurs reprises (février 2003, janvier 2006 et mars 2007) ;
- Seul joueur dans l’histoire à terminer une saison avec au moins 2 800 points et 180 paniers à trois points réussis (saison NBA 2005-2006) ;
- Seul joueur de l'histoire, depuis l'instauration de l'horloge des 24 secondes, à marquer plus que l'équipe adverse après trois quart-temps : à l'issue du troisième quart temps de la rencontre du 20 décembre 2005 contre Dallas au Staples Center, le score est de 95 à 61 et Kobe Bryant a inscrit 62 points[14] ;
- Seul joueur avec Gilbert Arenas et Michael Jordan à avoir réalisé la performance d'inscrire cinquante et soixante points dans la même semaine.

## Aspects financiers

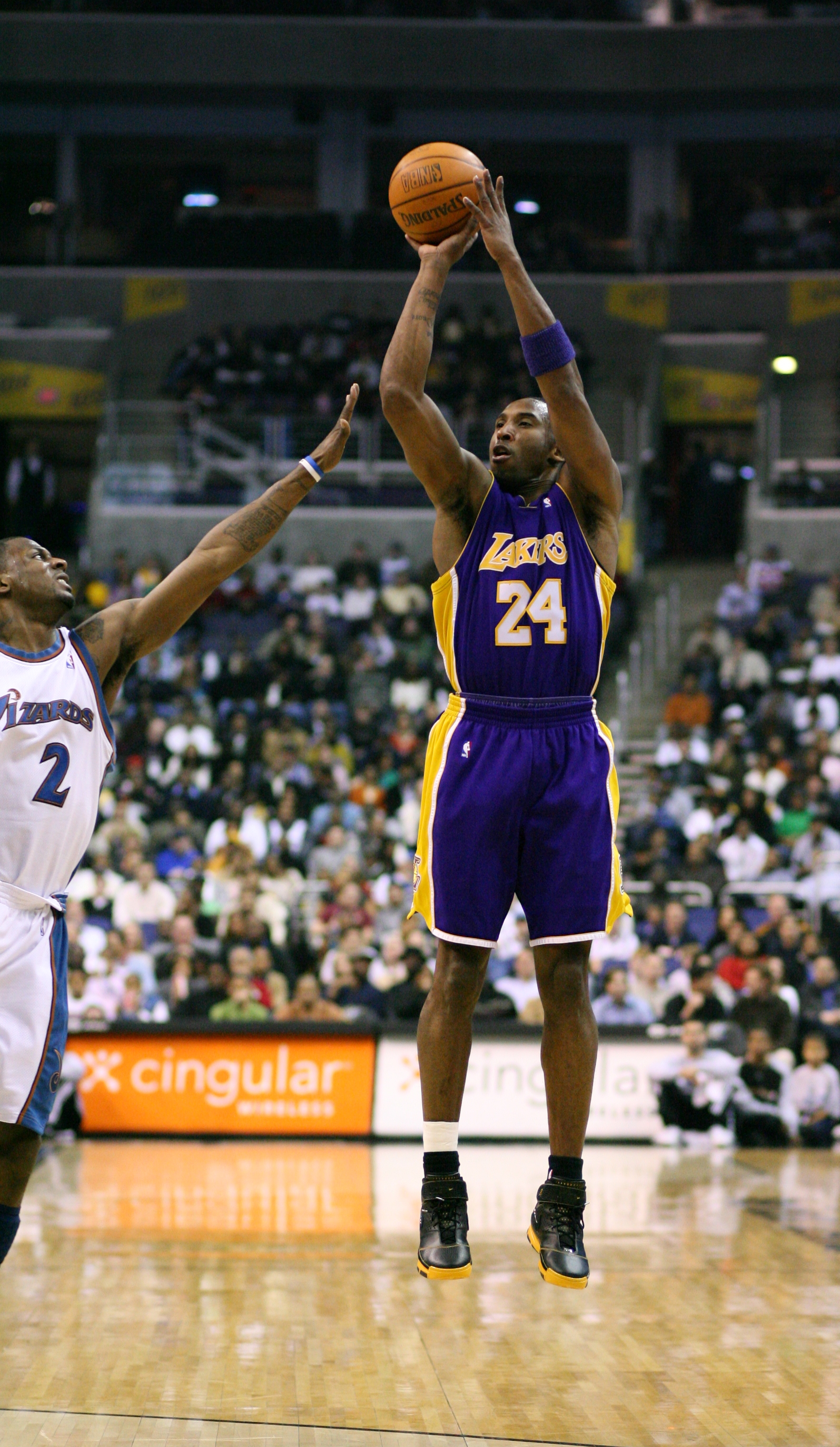
Kobe Bryant face aux Wizards de Washington, en février 2007.

| Année       | Équipe                | Salaire ($) |
| ----------- | --------------------- | ----------- |
| 1996-1997   | Lakers de Los Angeles | 1 070 000   |
| 1997-1998   | Lakers de Los Angeles | 1 167 240   |
| 1998-1999   | Lakers de Los Angeles | 1 319 000   |
| 1999-2000   | Lakers de Los Angeles | 9 000 000   |
| 2000-2001   | Lakers de Los Angeles | 10 130 000  |
| 2001-2002   | Lakers de Los Angeles | 11 250 000  |
| 2002-2003   | Lakers de Los Angeles | 12 375 000  |
| 2003-2004   | Lakers de Los Angeles | 13 500 000  |
| 2004-2005   | Lakers de Los Angeles | 14 175 000  |
| 2005-2006   | Lakers de Los Angeles | 15 946 875  |
| 2006-2007   | Lakers de Los Angeles | 17 718 750  |
| 2007-2008   | Lakers de Los Angeles | 19 490 625  |
| 2008-2009   | Lakers de Los Angeles | 21 262 500  |
| 2009-2010   | Lakers de Los Angeles | 23 034 375  |
| 2010-2011   | Lakers de Los Angeles | 24 806 250  |
| 2011-2012   | Lakers de Los Angeles | 25 244 493  |
| 2012-2013   | Lakers de Los Angeles | 27 849 149  |
| 2013-2014   | Lakers de Los Angeles | 30 453 805  |
| 2014-2015*  | Lakers de Los Angeles | 23 500 000  |
| 2015-2016   | Lakers de Los Angeles | 25 000 000  |
| Total Gains |                       | 328 238 062 |

* Pour la saison 2014-2015, le salaire moyen d'un joueur évoluant en NBA est de 4 500 000 $.

## Vie privée
Le 18 avril 2001, Kobe Bryant épouse Vanessa Laine, à l'église catholique de St. Edward (Californie). Il l'a rencontrée en 1999, alors qu'elle était âgée de dix-sept ans. De leur union naissent quatre filles, Natalia Diamante Bryant, née en 2003, Gianna Maria-Onore Bryant, née en 2006 et morte le 26 janvier 2020, dans le même accident que son père, Bianka Bella Bryant, née en 2016, et Capri Kobe Bryant, née en 2019.
En 2011, son épouse demande le divorce. Toutefois, en janvier 2013, son épouse et lui se réconcilient et renoncent ainsi à divorcer. Ensemble, ils fondent alors la Kobe and Vanessa Bryant Family Foundation, une organisation caritative venant en aide aux jeunes dans le besoin, et plus particulièrement aux sans-abris.
En 2018, Kobe Bryant reçoit l'Oscar du meilleur court métrage d'animation pour Dear Basketball basée sur l'annonce de sa retraite, survenue en novembre 2015 et popularisée par le blogue sportif The Players’ Tribune. Bryant a travaillé avec l’illustrateur Glen Keane pour ce projet, qui retrace son parcours. Le compositeur John Williams signe la trame sonore du court-métrage.
Kobe Bryant est un cousin du joueur de basket-ball John Cox.
En plus de l'anglais, il parle un peu espagnol et italien.

## Image médiatique
Kobe Bryant a collaboré avec le chanteur Jay Chou dans une publicité pour Sprite et dans un clip vidéo.

## Accusation d'agression sexuelle
Pendant l'été 2003, le bureau du Shériff d'Eagle dans le Colorado arrête Kobe Bryant, en relation avec une enquête pour agression sexuelle et viol, déposée par une employée de dix-neuf ans d'un hôtel. Le joueur séjourne alors dans le Lodge and Spa at Cordillera dans le comté d'Eagle, afin de se rendre à une opération chirurgicale. L'employée déclare que Bryant l'a agressée et violée dans sa chambre d'hôtel la nuit précédant l'intervention médicale.
L'affaire a un écho énorme dans les médias américains, Kobe Bryant ayant notamment admis avoir eu une relation sexuelle avec l'employée, tout en affirmant cependant qu'elle était consentante. L'image de Kobe Bryant est fortement entachée, certaines marques (dont Nutella et McDonald's) rompant leurs contrats avec le joueur.
Les poursuites pénales sont abandonnées quand l'accusation décide de ne pas témoigner au procès. Kobe Bryant accepte de présenter publiquement des excuses à la jeune femme, dans un texte lu par son avocate : « Même si je pensais sincèrement que cette relation était consentie, je comprends maintenant qu'elle ait pu être perçue comme une agression. Après des mois à avoir écouté l'accusation et ses avocats, je comprends maintenant ce qu'elle a ressenti. »
L'accusation dépose une plainte au civil en 2004. Les deux parties se mettent d'accord à l'amiable pour l'abandon des poursuites,.

## Kobe Bryant dans la culture populaire
Kobe Bryant, à l'instar d'autres basketteurs tels Allen Iverson, Ron Artest, Chris Webber, Shaquille O'Neal ou encore Tony Parker, s'est essayé au rap, sous le nom de K.O.B.E, sans toutefois rencontrer un grand succès. Kobe Bryant fait une apparition dans la série télévisée américaine Modern Family, (première saison, épisode 24 : Rien n'est jamais parfait, (Family Portrait)).

### Passion pour le football
Ayant passé une grande partie de son enfance en Italie, Kobe est un grand fan de football en particulier de l'équipe du Milan AC de la fin des années 1980 et du FC Barcelone. C'est aussi un grand admirateur du prodige argentin Lionel Messi,. Bryant s'est rendu en Afrique du Sud après les finales NBA pour assister à plusieurs matchs de la Coupe du monde de football de 2010 et a pour cela retardé son opération du genou.

## Filmographie
Sauf indication contraire, les informations mentionnées dans cette section peuvent être confirmées par la base de données cinématographiques IMDb,  présente dans la section « Liens externes ».

### Comme acteur
- 1996 : Moesha (série télévisée), saison 2, épisode The Whistle Blower : Terry Hightower
- 1996 : Sister, Sister (série télévisée), saison 4, épisode Kid-Napped : lui-même
- 1996 : Arliss (série télévisée), saison 1, épisode What About the Fans? : lui-même
- 1997 : In the House (série télévisée), saison 4, épisode Men in the Black : lui-même
- 1997 : La Fille de l'équipe (Hang Time) (série télévisée), saison 3, épisode The Hustlers : lui-même
- 1999 : Bug a Boo (clip de la chanson de Destiny's Child) de Darren Grant : lui-même
- 2000 : Love and Basketball de Gina Prince-Bythewood : lui-même (apparition non créditée au générique)
- 2000 : Bette (série télévisée), saison 1, épisode I Love This Game : lui-même
- 2003 : Cool Attitude (The Proud Family) (série d'animation), saison 2, épisode One in a Million : lui-même (voix)
- 2010 : Modern Family (série télévisée), saison 1, épisode Family Portrait : lui-même
- 2011 : The Black Mamba (court métrage pour Nike) de Robert Rodriguez : lui-même / The Black Mamba
- 2015 : Very Bad Dads (Daddy's Home) de Sean Anders : lui-même
- 2018 : Dear Basketball (court métrage d'animation) de Glen Keane : lui-même (voix)

### Autres
- 2015 : Kobe Bryant's Muse (documentaire) de Gotham Chopra - producteur exécutif
- 2018 : Dear Basketball (court métrage d'animation) de Glen Keane - co-créateur et producteur exécutif
- 2018 : Detail (série documentaire) - scénariste et producteur exécutif

## Hommage
Le 8 février 2024, une statue à l'effigie de Kobe Bryant est inaugurée devant la Crypto.com Arena de Los Angeles. Elle représente la pose prise par le joueur lorsqu'il quitte le terrain après avoir réalisé son record de points contre les Raptors de Toronto en janvier 2006. Il est prévu que deux autres statues, dont une le représentant avec sa fille Gianna, soient édifiées autour de la salle californienne.